# Los machos
Pour plus de détails, voir Fiche technique et Distribution.
Los machos (Uno di più all'inferno) est un film italien réalisé par Giovanni Fago, sorti en 1968.

## Fiche technique
- Titre original : Uno di più all'inferno
- Titre international : Los machos
- Réalisation : Giovanni Fago
- Scénario : Luciano Martino et Ernesto Gastaldi
- Montage : Eugenio Alabiso
- Musique : Nico Fidenco
- Pays de production : Italie
- Format : Couleurs - 2,35:1 - Mono
- Genre : western
- Durée : 85 minutes
- Date de sortie : 1968

## Distribution
- George Hilton : Johnny King
- Paolo Gozlino (it) : Meredith
- Claudie Lange : Liz
- Gérard Herter : Ernest Ward
- Paul Muller : George Ward
- Carlo Gaddi : Gary
- Krista Nell : la fille du saloon
- Pietro Tordi : Pasteur Steve
- Silvio Bagolini : le vendeur d'armes
- Adriana Giuffrè
- Ugo Adinolfi